# Paratrichius vitalisi
Paratrichius vitalisi är en skalbaggsart som beskrevs av Thierry Bourgoin 1915. Paratrichius vitalisi ingår i släktet Paratrichius och familjen Cetoniidae. Inga underarter finns listade i Catalogue of Life.